# Institut d'archéologie de l'académie des sciences de Russie
L'institut d'archéologie est un établissement scientifique appartenant au système de l'Académie des sciences de Russie.

## Historique
L'institut prend son origine de la commission archéologique impériale fondée en 1859. Le soviet des commissaires du peuple par un décret du 18 avril 1919 crée à Petrograd l'Académie russe d'histoire de la culture matérialiste à qui sont attribuées les fonctions de l'ancienne commission d'archéologie et dont les membres sont les anciens membres de cette commission. En 1926, l'académie est réorganisée en académie d'État d'histoire de la culture matérialiste. Elle entre en 1937 dans le domaine de gestion de l'Académie des sciences d'URSS avec le titre d'institut. Son siège se trouve à Léningrad avec une filiale à Moscou. L'institut est transféré en 1943 à Moscou, alors que le siège de Léningrad décime la population, et l'établissement de Léningrad ne devient qu'une simple filiale.
Le 4 septembre 1959, l'institut est renommé en institut d'archéologie de l'Académie des sciences d'URSS et en 1991 en institut d'archéologie de l'Académie des sciences de Russie.
En 1948, l'institut effectue des recherches en Mongolie, et dans les années 1960, 1970 et 1980 en Égypte, Bulgarie, Albanie, Irak, Afghanistan, Hongrie, Mongolie, Yémen, Syrie et dans l'archipel du Spitzberg. Parmi les fouilles effectuées, l'on peut distinguer celles qui ont mis au jour la présence humaine la plus ancienne au sud de la péninsule Arabique (Yémen), des sites antiques agricoles en Mésopotamie (Irak) et des complexes de temples des IVe et IIIe siècles av. J.-C. en Syrie, ainsi que des sépultures royales de la période antique en Afghanistan.
Au début des années 1990, l'institut a traversé des moments extrêmement difficiles avec l'effondrement économique du pays. Depuis, grâce à l'aide de la Fondation russe de recherches fondamentales (mise en place le 27 avril 1992), de la Fondation russe scientifique humanitaire (mise en place en 1994), du præsidium de l'Académie des sciences de Russie, et de quelques donneurs de fonds privés, l'institut a pu reprendre ses expéditions et ses fouilles, mais à une échelle plus réduite.
| Années      | Directeur                                      |
| ----------- | ---------------------------------------------- |
| 1943—1946   | Académicien Boris Grekov                       |
| 1947—1955   | Membre-corr. de l'Académie Alexandre Oudaltsov |
| 1956—1987   | Académicien. Boris Rybakov                     |
| 1988—1991   | Académicien Valeri Alexeïev                    |
| 1991—2003   | Membre-corr. de l'Académie Raouf Mountchaïev   |
| Depuis 2003 | Académicien Nikolaï Makarov                    |

Directeur de la filiale moscovite 1934–1937: Achot Ioannissian

## Structure
L'institut est divisé en plusieurs départements: celui de l'âge de pierre, de l'âge du bronze, de l'archéologie classique, de l'archéologie scytho-sarmate, de l'archéologie slavo-russe (avec un secteur de l'archéologie moscovite), le département de théorie et méthode (avec des groupes d'archéologie étrangère et d'anthropologie physique), le département des codex et des cartes, le département des fouilles en conservation, le laboratoire méthodologique de sciences naturelles, des groupes d'archéologie des steppes eurasiatiques, le département d'études de l'histoire de la céramique, le département d'archéologie arctique. Il existe également des laboratoires de restauration, une bibliothèque, un département d'archives de manuscrits, etc. Le cabinet de travail du professeur Blavatski (1899-1980) est ouvert aussi aux chercheurs.
Le département des recherches sur le terrain contrôle strictement le niveau des résultats des fouilles entreprises sur le territoire de la fédération de Russie.

## Publications
- Des années 1940 jusqu'au milieu des années 1970: monographies et recueils dans la série «Материалы и исследования по археологии СССР» Matériaux et recherches en archéologie en URSS[1].
- De 1937 à 1957: 30 volumes de «Советская археология» Archéologie soviétique[2]. C'est en 1957 qu'a débuté sur la base de cette publication par l'institut la parution de la revue trimestrielle «Советская археология» (СА) Archéologie soviétique[2], devenue en 1992 «Российская археология» (РА) Archéologie russe.
- «Краткие сообщения Института истории материальной культуры о докладах и исследованиях»(КСИИМК) Communications brèves de l'Institut d'histoire de la culture matérialiste à propos des comptes rendus et des recherches, depuis 1957 г. «Краткие сообщения Института археологии» (КСИА) Communications brèves de l'Institut d'archéologie[3] — publication périodique.
- De 1965 à 1986: Recueil mensuel intitulé «Археологические открытия» Découvertes archéologiques[4] (АО), contenant des informations brèves sur les recherches de terrain. En 1993, cette publication a lancé une nouvelle formule.
- Recueils de la série «Нумизматика и эпиграфика» Numismatique et épigraphie[5].
- Depuis les années 1960: «Свод археологических источников» Code des sources archéologiques[6].
- «Археологическая карта России» Carte archéologique de la Russie, dont l'institut a commencé le travail dans les années 1990. Relative à l'archéologie des régions centrales de la Russie.
- L'édition fondamentale «Археология СССР» L'Archéologie de l'URSS en une vingtaine de tomes (depuis 1993 dénommée simplement «Археология» Archéologie).
- et d'autres publications[3].

## Source
- (ru) Cet article est partiellement ou en totalité issu de l’article de Wikipédia en russe intitulé « Институт археологии РАН » (voir la liste des auteurs).